# Breach (The Wallflowers)
(Breach) è il terzo album in studio del gruppo rock statunitense The Wallflowers, pubblicato nel 2000.

## Tracce
1. Letters from the Wasteland – 4:29
2. Hand Me Down – 3:35
3. Sleepwalker – 3:31
4. I've Been Delivered – 5:01
5. Witness – 3:34
6. Some Flowers Bloom Dead – 4:44
7. Mourning Train – 4:04
8. Up from Under – 3:39
9. Murder 101 – 2:32
10. Birdcage + Babybird (traccia nascosta) – 7:42

## Formazione
- Jakob Dylan - voce, chitarra
- Mario Calire - batteria, percussioni
- Rami Jaffee - tastiere, voce
- Greg Richling - basso
- Michael Ward - chitarra, voce
- Matt Chamberlain - batteria